# Carolyne zu Sayn-Wittgenstein
Carolyne zu Sayn-Wittgenstein (Woronińce, 1819. február 8. – Róma, 1887. március 9.) lengyel nemzetiségű hercegnő és író. Több évtizedes érzelmi, lelki viszony fűzte Liszt Ferenchez.

## Élete
Karolina Elżbieta Iwanowska néven született az akkor Oroszországhoz tartozó Woronińcében (ma ukrán település: Voronivci, Воронівці). Szülei lengyel nemzetiségű, de orosz állampolgárok voltak, akik – hatalmas birtokaik révén – Podólia leggazdagabb emberei közé tartoztak. Egyetlen gyermeküket gondos és sok területre kiterjedő neveltetésben részesítették: Karolina több nyelven beszélt, beutazta szinte egész Európát, művészeti téren rendkívül tájékozott volt, jól írt, de még birtokigazgatásban is jártas volt.

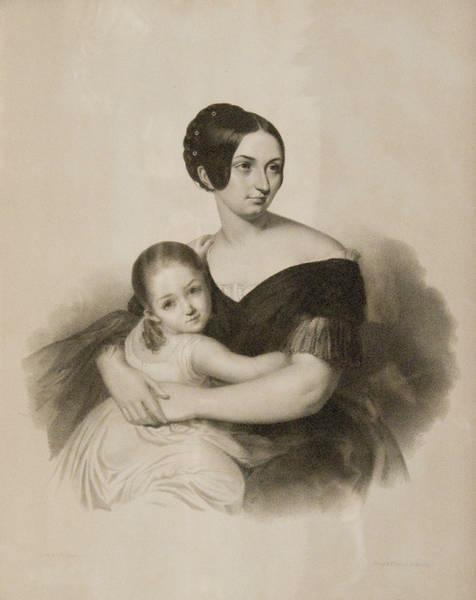
Lányával, 1840 körül

1836. április 26-án, igen fiatalon ment feleségül Nikolaus zu Sayn-Wittgenstein-Ludwigsburg (1812–1864) herceghez, egy régi balti német nemesi család sarjához. Egy év múlva megszületett egyetlen lányuk, Marie Antoinette Pauline (1837–1920) (aki a későbbiekben Konstantin zu Hohenlohe-Waldenburg-Schillingsfürst herceg felesége lett). A házasság nem volt boldog, hamarosan már külön éltek, de hivatalosan nem váltak el. Apja 1844-ben bekövetkezett halála után a már egyedül élő Carolyne megörökölte a család összes birtokát, vagyonát.
Carolyne 1847 elején ismerkedett meg Liszt Ferenccel, aki Kijevben adott koncerteket, többek között egy jótékonysági hangversenyt is, amelyre a hercegnő komoly összeget küldött. Liszt meglátogatta a hölgyet, és szinte rögtön egymásba szerettek. Carolyne meghívta Lisztet saját birtokára Woronińcébe, és a zongoraművész-zeneszerző két hetet töltött a hercegnő társaságában. Liszt elutazása előtt megbeszélték, hogy Carolyne hamarosan utána utazik.
Liszt 1848 elején weimari udvari karmester lett, és ide várta a hercegnőt és lányát. Április 18-án érkeztek meg Krzyzanowitzbe – gyakorlatilag elszökve Oroszországból –, ahol Liszt már két hete várta őket. A hercegnő elutazása előtt eladott néhány birtokot, és több millió rubelt vitt magával. Abban az útikocsiban utaztak, amelyet Liszt bocsátott a rendelkezésükre. Találkozásuk után egy rövid bécsi, kismartoni és doborjáni kitérő után indultak Weimarba. A városban Carolyne kibérelte az Altenburg nevű kúriát, de Liszt – a látszat kedvéért – továbbra is az Erbprinz szállóban lakott. Carolyne megismerkedett és összebarátkozott a weimari herceg, Karl Friedrich von Saxe-Weimar-Eisenach feleségével, Marija Pavlovnával, aki pártfogásába vette a  hercegnőt. A különélés nem tartott sokáig, Liszt az év végen beköltözött az Altenburgba, és ezt a „felháborító” lépést – különleges helyzetük miatt – mind az udvar, mind a társaság elfogadta. Amikor azonban Carolyne-t 1854-ben a cár száműzte Oroszországból és megmaradt birtokait elkobozta, ez az eltűrt kivételezettség megszűnt, és a hercegnő már közel nem volt olyan szalonképes. Az Altenburgban ennek ellenére nagy házat vezettek, zenészek, festők, írók, színészek sora fordult meg náluk.

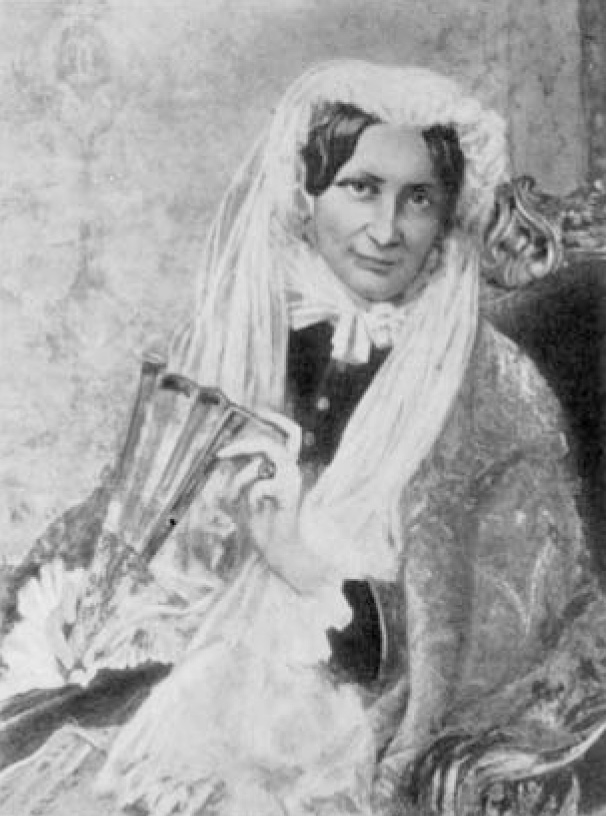
Idős korában

Carolyne és Liszt folyamatosan erőfeszítéseket tettek viszonyuk rendezésére, hosszú évekbe és sok pénzébe került Carolyne-nak a válás intézése (volt férje válását a protestáns egyház elfogadta, így újra is nősülhetett, majd 1864-ben meghalt). IX. Piusz pápa végül 1861-ben (Carolyne ekkor már Rómában élt, megszakításokkal Liszt is) adott engedélyt a házasság egyház előtti felbontására és az új házasságkötésre. Az esküvőt Liszt 50. születésnapjára, 1861. október 22-ére tűzték ki, és a római San Carlo al Corso templomban tartották volna a szertartást. Az esküvőt megelőző napon azonban a pápa visszavonta a jóváhagyását, pedig Liszt már 1853-ban megírta az esküvői zenét, az Ünnepi hangokat. A pár ezután úgy döntött, hogy befejezik küzdelmüket, Liszt elhatározta, hogy belép a papi rendbe, az erősen vallásos hercegnő pedig egyetértett ezzel. Liszt 1865 ben kapta meg a tonzúrát attól a Gustav Hohenlohe érsektől, aki Carolyne lányának, Marie-nak volt a sógora, és aki nem örült volna Liszt és Carolyne házasságának. A pápa valószínűleg az ő közbelépésére változtatta meg az esküvői engedélyt.
Szoros lelki kapcsolata Liszttel továbbra is megmaradt, gyakori levelezésük fennmaradt anyaga fontos forrásdokumentumot jelent a zenei kutatók számára. Liszt élete történéseiről, a hangversenyeiről, készülő műveiről aprólékosan beszámolt neki, és Carolyne ezek mindegyikére részletes véleménynyilvánítással válaszolt. Liszt halálát (1886. július 31.) csak néhány hónappal élte túl, 1887. március 9-én hunyt el.

## Munkássága
Carolyne von Wittgenstein komoly hatással volt Liszt Ferencre, a komponista több művét dedikálta a hercegnőnek, de ettől sokkal aktívabb módon is jelen volt Liszt alkotói életében: néhány művét az ő ihletésére, inspirációjára írta, számos kompozíciójának alakulásába, főként a befejezésekbe tevékenyen beleszólt (nem mindig egyértelműen pozitív módon), szövegalapokat készített Liszt műveihez (a Via crucis szövegét teljes egészében ő állította össze), némelyik előszavát is (részben) ő írta, Liszt irodalmi műveit is lektorálta.
Irodalmi munkásságát néhány lapban közzétett publikáción és vallási kérdésekkel foglalkozó kiadványon kívül legtöbben Liszt „Cigánykönyv”-éhez kapcsolják. A nevezetes kötet először 1859-ben jelent meg A cigányok és zenéjük Magyarországon címmel, francia nyelven. A könyv zenei fejtegetések mellett kultúrtörténeti és szociológiai információkat is tartalmaz, amelyek főként Wittgenstein hercegnőtől származnak. Az 1881-ben megjelent második kiadást Carolyne a Liszttel való egyeztetés nélkül rendezte sajtó alá, az izraelitákról szóló fejezetet pedig, melynek egyébként sem volt köze a könyv témájához, kiegészítette számos sértegetéseket és gyalázkodásokat tartalmazó résszel – nem kevés kellemetlenséget okozva Liszt Ferencnek.

## Fordítás
- Ez a szócikk részben vagy egészben  a   Carolyne zu Sayn-Wittgenstein című angol Wikipédia-szócikk ezen változatának fordításán alapul.  Az eredeti cikk szerkesztőit annak laptörténete sorolja fel. Ez a jelzés csupán a megfogalmazás eredetét és a szerzői jogokat jelzi, nem szolgál a cikkben szereplő információk forrásmegjelöléseként.